# Michel Zévaco

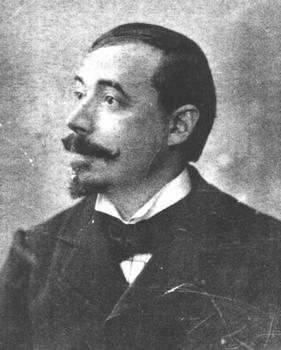
Michel Zévaco

Michel Zévaco (* 1. Februar 1860 in Ajaccio; † 8. August 1918 in Eaubonne) war ein französischer Schriftsteller.

## Leben und Werk
Michel Zévaco war zuerst Gymnasiallehrer in Vienne. Von 1881 bis 1888 diente er bei den Dragonern und schrieb den Militärroman Le Boute-Charge. Von 1889 bis 1891 war er Redaktionssekretär der sozialistisch-anarchistischen Zeitung L’Égalité. Die Schärfe eines Artikels brachte ihm vier Monate Gefängnis ein. Dort und in weiteren Zeitungen, ab 1904 im Matin, schrieb er zahlreiche erfolgreiche Fortsetzungsromane, für die er pro Zeile einen Franc verdiente, die ihn berühmt machten und die zum Teil bis in die Gegenwart verlegt wurden. Am bekanntesten waren die  Mantel-und-Degen-Romane Les Pardaillan (1902–1904, 1912–1916), die Jean-Paul Sartre als Kind mit Begeisterung las. Weitere Titel lauteten: Borgia (1900), Triboulet (1900–1901), Le Pont des soupirs (1901), Fleurs de Paris (1904), Le Capitan (1906; Film von André Hunebelle: Mein Schwert für den König, 1960), Nostradamus (1907), L’Héroïne (1908) und L’Hôtel Saint-Pol (1909). In Eaubonne trägt ein Platz seinen Namen.

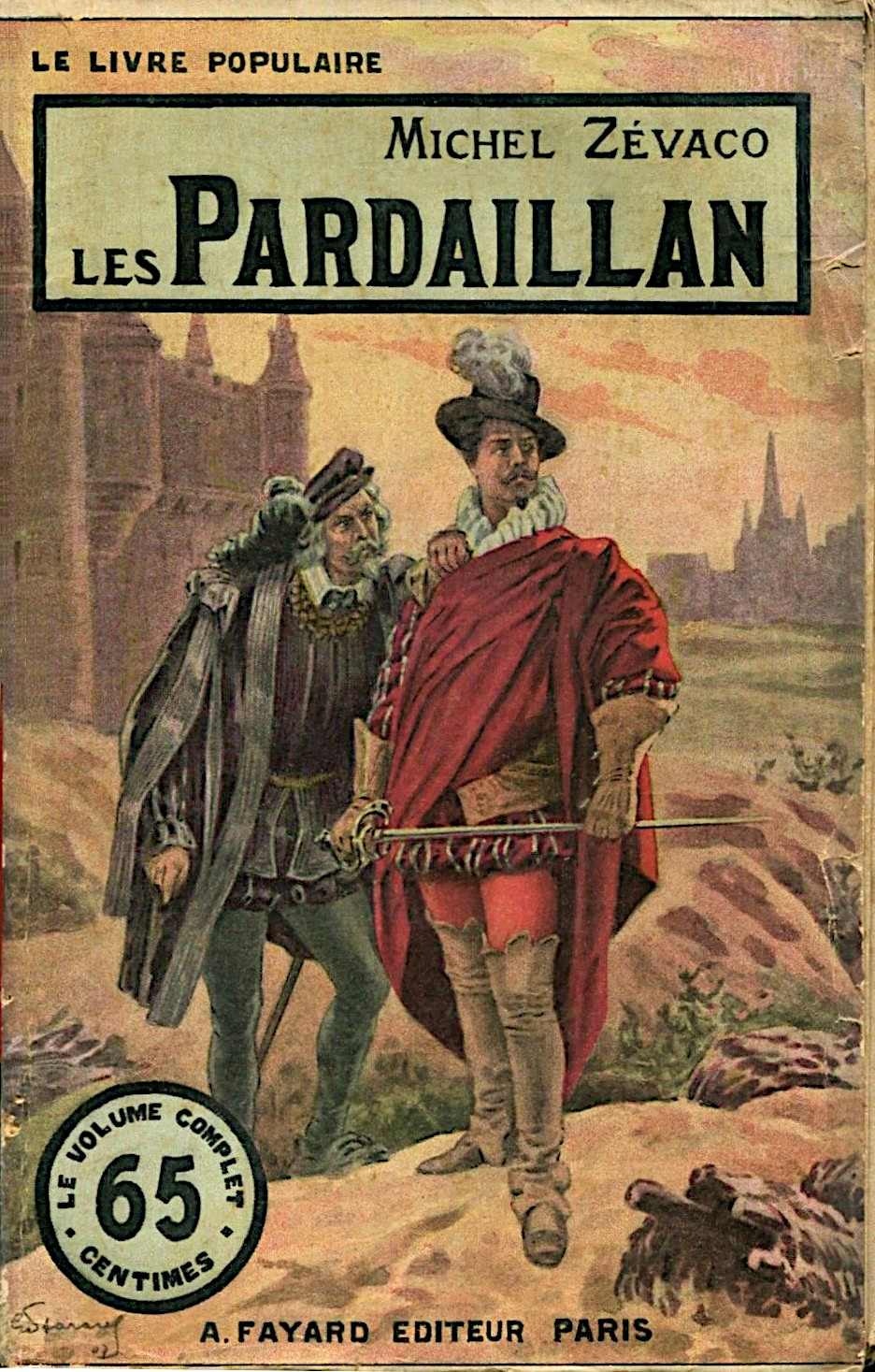
Les Pardaillan von Michel Zévaco